# Relevos Mundiales 2014
La I edición de Relevos Mundiales se desarrolló del 24 al 25 de mayo de 2014 bajo la organización de la Asociación Internacional de Federaciones de Atletismo (IAAF). La sede principal de los eventos fue el Estadio Thomas Robinson de la ciudad de Nasáu, Bahamas.
En esta edición se implantaron tres récords mundiales, y la selección de los Estados Unidos se hizo acreedora al Golden Baton.

## Calendario
Las horas que aparecen en el calendario están en EDT (UTC-4).
| Día 1 – sábado, 24 de mayo | Día 1 – sábado, 24 de mayo | Día 1 – sábado, 24 de mayo |
| -------------------------- | -------------------------- | -------------------------- |
| 17:30                      | 4 × 200 m masculino        | Ronda 1                    |
| 17:49                      | 4 × 100 m femenino         | Ronda 1                    |
| 18:14                      | 4 × 800 m masculino        | Final                      |
| 18:38                      | 4 × 400 m femenino         | Ronda 1                    |
| 19:12                      | 4 × 400 m masculino        | Ronda 1                    |
| 19:43                      | 4 × 1500 m femenino        | Final                      |
| 20:15                      | 4 × 200 m masculino        | Final                      |
| 20:33                      | 4 × 100 m femenino         | Final B                    |
| 20:42                      | 4 × 100 m femenino         | Final                      |

| Día 2 – domingo, 25 de mayo | Día 2 – domingo, 25 de mayo | Día 2 – domingo, 25 de mayo |
| --------------------------- | --------------------------- | --------------------------- |
| 17:30                       | 4 × 200 m femenino          | Ronda 1                     |
| 17:49                       | 4 × 100 m masculino         | Ronda 1                     |
| 18:14                       | 4 × 400 m femenino          | Final B                     |
| 18:26                       | 4 × 400 m femenino          | Final                       |
| 18:46                       | 4 × 1500 m masculino        | Final                       |
| 19:17                       | 4 × 800 m femenino          | Final                       |
| 19:41                       | 4 × 400 m masculino         | Final B                     |
| 19:52                       | 4 × 400 m masculino         | Final                       |
| 20:11                       | 4 × 200 m femenino          | Final                       |
| 20:28                       | 4 × 100 m masculino         | Final B                     |
| 20:37                       | 4 × 100 m masculino         | Final                       |

## Premios
Se repartió un total de 1.400.000 dólares entre las diez finales. En cada final se repartieron 140.000 dólares entre los ocho equipos finalistas, la estructura de premios era la siguiente:
| Pos. | Premio         |
| ---- | -------------- |
| 1    | 50.000 dólares |
| 2    | 30.000 dólares |
| 3    | 20.000 dólares |
| 4    | 12.000 dólares |
| 5    | 10.000 dólares |
| 6    | 8.000 dólares  |
| 7    | 6.000 dólares  |
| 8    | 4.000 dólares  |

La IAAF adjudicó 50.000 dólares a cualquier equipo que superó un récord del mundo durante el campeonato.

## Países participantes
Se inscribieron un total de 576 atletas (338 hombres y 238 mujeres) provenientes de 43 países. A continuación la lista completa de las delegaciones (entre paréntesis el número de atletas). 
Lista actualizada a 19 de mayo de 2014.
- Alemania (17)
- Arabia Saudita (6)
- Australia (30)
- Bahamas (28)
- Barbados (6)
- Baréin (5)
- Bélgica (5)
- Bermudas (4)
- Brasil (20)
- Canadá (20)
- Catar (5)
- China (10)
- Corea del Sur (5)
- Cuba (8)
- Eslovaquia (5)
- España (15)
- Etiopía (10)
- Estados Unidos (56)
- Francia (28)
- Islas Caimán (5)
- Islas Turcas y Caicos (5)
- Islas Vírgenes Británicas (5)
- Islas Vírgenes de los Estados Unidos (5)
- Italia (5)
- Jamaica (38)
- Japón (17)
- Kenia (28)
- México (9)
- Nigeria (21)
- Países Bajos (6)
- Papúa Nueva Guinea (5)
- Polonia (25)
- Puerto Rico (9)
- Reino Unido (24)
- República Dominicana (10)
- Rumania (6)
- Rusia (14)
- San Cristóbal y Nieves (5)
- Suiza (7)
- Trinidad y Tobago (23)
- Ucrania (5)
- Uganda (5)
- Venezuela (11)

## Clasificación al Campeonato Mundial
Los ocho equipos con la mejor ubicación en las pruebas de 4×100 m y 4×400 m, tanto en categoría masculina como en femenina, se clasificaron automáticamente para el Campeonato Mundial de Atletismo de 2015.
| # | 4×100 Masculino   | 4×400 Masculino   | 4×100 Femenino    | 4×400 Femenino |
| - | ----------------- | ----------------- | ----------------- | -------------- |
| 1 | Jamaica           | Estados Unidos    | Estados Unidos    | Estados Unidos |
| 2 | Trinidad y Tobago | Bahamas           | Jamaica           | Jamaica        |
| 3 | Reino Unido       | Trinidad y Tobago | Trinidad y Tobago | Nigeria        |
| 4 | Brasil            | Reino Unido       | Nigeria           | Francia        |
| 5 | Japón             | Cuba              | Reino Unido       | Polonia        |
| 6 | Canadá            | Venezuela         | Alemania          | Italia         |
| 7 | Alemania          | Brasil            | Brasil            | Reino Unido    |
| 8 | Ucrania           | Jamaica           | Francia           | Brasil         |

## Resultados

### Masculino
| Evento                       | Oro                                                                                               | Plata                                                                                        | Bronce                                                                                |
| ---------------------------- | ------------------------------------------------------------------------------------------------- | -------------------------------------------------------------------------------------------- | ------------------------------------------------------------------------------------- |
| 4 × 100 metros (25 de mayo)  | Jamaica Nesta Carter Nickel Ashmeade Julian Forte Yohan Blake 37,77                               | Trinidad y Tobago Keston Bledman Marc Burns Rondel Sorrillo Richard Thompson 38,04           | Reino Unido Richard Kilty Harry Aikines-Aryeetey James Ellington Dwain Chambers 38,19 |
| 4 × 200 metros (24 de mayo)  | Jamaica Nickel Ashmeade Warren Weir Jermaine Brown Yohan Blake 1:18,63 (RM)                       | San Cristóbal y Nieves Antoine Adams Lestrod Roland Brijesh Lawrence Allistar Clarke 1:20,51 | Francia Christophe Lemaitre Yannick Fonsat Ben Bassaw Ken Romain 1:20,66              |
| 4 × 400 metros (25 de mayo)  | Estados Unidos David Verburg Tony McQuay Christian Taylor LaShawn Merritt 2:57,25 (RC)            | Bahamas LaToy Williams Demetrius Pinder Chris Brown Michael Mathieu 2:57,59                  | Trinidad y Tobago Lalonde Gordon Renny Quow Michael Cedeno Jarrin Solomon 2:58,34     |
| 4 × 800 metros (24 de mayo)  | Kenia Ferguson Cheruiyot Rotich Sammy Kibet Kirongo Job Koech Kinyor Alfred Kipketer 7:08,40 (RC) | Polonia · Karol Konieczny · Szymon Krawczyk · Marcin Lewandowski · Adam Kszczot · 7:08,69    | Estados Unidos Michael Rutt Robby Andrews Brandon Johnson Duane Solomon 7:09,06       |
| 4 × 1500 metros (25 de mayo) | Kenia Collins Cheboi Silas Kiplagat James Kiplagat Magut Asbel Kiprop 14:22,22 (RM)               | Estados Unidos Patrick Casey David Torrence Will Leer Leonel Manzano 14:40,80                | Etiopía Mekonnen Gebremedhin Soresa Fida Zebene Alemayeuh Aman Wote 14:41,22          |

RM - Récord mundial.

RC - Récord de campeonato.

### Femenino
| Evento                       | Oro                                                                                           | Plata                                                                                     | Bronce                                                                                    |
| ---------------------------- | --------------------------------------------------------------------------------------------- | ----------------------------------------------------------------------------------------- | ----------------------------------------------------------------------------------------- |
| 4 × 100 metros (24 de mayo)  | Estados Unidos Tianna Bartoletta Alexandria Anderson Jeneba Tarmoh Lakeisha Lawson 41,88 (RC) | Jamaica Carrie Russell Kerron Stewart Schillonie Calvert Samantha Henry-Robinson 42,28    | Trinidad y Tobago Kamaria Durant Michelle-Lee Ahye Reyare Thomas Kai Selvon 42,66         |
| 4 × 200 metros (25 de mayo)  | Estados Unidos Shalonda Solomon Tawanna Meadows Bianca Knight Kimberlyn Duncan 1:29,45 (RC)   | Reino Unido Desiree Henry Anyika Onuora Bianca Williams Asha Philip 1:29,61               | Jamaica Simone Facey Sheri-Ann Brooks Anneisha McLaughlin Shelly-Ann Fraser-Pryce 1:30,04 |
| 4 × 400 metros (25 de mayo)  | Estados Unidos Deedee Troter Sanya Richards-Ross Natasha Hastings Joanna Atkins 3:21,73 (RC)  | Jamaica Kaliese Spencer Novlene Williams-Mills Anastasia Le-Roy Shericka Jackson 3:23,26  | Nigeria Folasade Abugan Regina George Omolara Omotoso Patience Okon George 3:23,41        |
| 4 × 800 metros (25 de mayo)  | Estados Unidos Chanelle Price Geene Lara Ajee Wilson Brenda Martínez 8:01,58 (RC)             | Kenia Janeth Jepkosgei Busienei Agatha Jeruto Kimaswai Sylivia Chesebe Eunice Sum 8:04,28 | Rusia · Irina Maracheva · Elena Kobeleva · Tatyana Myaziva · Svetlana Rogozina · 8:08,19  |
| 4 × 1500 metros (24 de mayo) | Kenia Mercy Cherono Faith Kipyegon Irene Jelagat Hellen Obiri 16:33,58 (RM)                   | Estados Unidos Heather Kampf Katie Mackey Kate Grace Brenda Martínez 16:55,33             | Australia Zoe Buckman Bridey Delaney Brittany McGowan Melissa Duncan 17:08,65             |

RM - Récord mundial.

RC - Récord de campeonato.

## Posiciones
| Pos. | País                   | Puntos |
| ---- | ---------------------- | ------ |
| 1    | Estados Unidos         | 60     |
| 2    | Jamaica                | 41     |
| 3    | Kenia                  | 35     |
| 4    | Reino Unido            | 24     |
| 5    | Australia              | 21     |
| 6    | Trinidad y Tobago      | 19     |
| 7    | Francia                | 18     |
| 8    | Bahamas                | 15     |
| 9    | Polonia                | 14     |
| 10   | Nigeria                | 13     |
| 11   | Brasil                 | 10     |
| 12   | España                 | 8      |
| 13   | San Cristóbal y Nieves | 7      |
| 14   | Rumania                | 7      |
| 15   | Rusia                  | 6      |
| 15   | Etiopía                | 6      |
| 17   | Barbados               | 5      |
| 18   | Alemania               | 5      |
| 19   | Japón                  | 4      |
| 19   | Cuba                   | 4      |
| 19   | Suiza                  | 4      |
| 22   | México                 | 4      |
| 23   | Italia                 | 3      |
| 23   | Canadá                 | 3      |
| 23   | Venezuela              | 3      |
| 26   | Bermudas               | 2      |
| 26   | Catar                  | 2      |
| 26   | China                  | 2      |
| 29   | Eslovaquia             | 1      |